# Phoutthasay Khochalern
Phoutthasay Khochalern (* 29. Dezember 1995 in Soununtha) ist ein laotischer Fußballspieler.

## Karriere

### Verein
Phoutthasay Khochalern spielte 2014 bei Hoang Anh Attapeu FC in Attapeu. Wo er vorher gespielt hat, ist unbekannt. 2015 wechselte er zum Lao Police FC nach  Vientiane. Mit dem Club spielte er in der ersten Liga, der Lao Premier League. Nach einem Jahr wechselte er 2016 zum Ligakonkurrenten Lanexang United FC, einem Verein, der ebenfalls in Vientiane beheimatet ist. Mit dem Club wurde er 2016 laotischer Fußballmeister. 2018 verließ er Laos und ging nach Thailand. Hier nahm ihn der Viertligist Nakhon Pathom United FC aus Nakhon Pathom unter Vertrag. In seiner ersten Saison in Thailand wurde er Meister der Thai League 4 in der West-Region und stieg somit in die dritte Liga auf. 2019 wurde er Meister der Thai League 3 in der Lower-Region und stieg in die zweite Liga auf. Mitte 2021 wechselte er nach Samut Prakan zum Erstligisten Samut Prakan City FC. Am Ende der Saison 2021/22 belegte er mit Samut den vorletzten Tabellenplatz und musste somit in die zweite Liga absteigen. Für Samut bestritt er 22 Erstligaspiele. Nach dem Abstieg wurde sein Vertrag nicht verlängert. Vom 1. Juni 2022 bis Mitte Mai 2023 pausierte er. Am 16. Mai 2023 unterschrieb er einen Vertrag beim laotischen Erstligisten Ezra FC. Nach zwei Monaten kehrte er nach Thailand zurück, wo er am 19. Juli 2023 in Nakhon Pathom einen Vertrag beim Drittligaaufsteiger Thap Luang United FC unterschrieb. Mit dem Verein spielte er 37-mal in der Western Region der Liga. Nach zwei Spielzeiten wechselte er im Sommer 2025 wieder in sein Heimatland. Hier unterschrieb er einen Vertrag bei seinem ehemaligen Verein Ezra FC.

### Nationalmannschaft
Phoutthasay Khochalern spielt seit 2014 in der Nationalmannschaft von Laos.

## Erfolge
Lanexang United FC
- Lao Premier League: 2016

Nakhon Pathom United FC
- Thai League 4 - West: 2018  ▲
- Thai League 3 - Lower: 2019  ▲